# Comuna Kudrivka, Sosnîțea
Kudrivka (în ucraineană Кудрівка) este o comună în raionul Sosnîțea, regiunea Cernihiv, Ucraina, formată din satele Kudrivka (reședința) și Leașkivți.

## Demografie
Componența lingvistică a comunei Kudrivka
     Ucraineană (98,96%)
     Alte limbi (1,04%)
Conform recensământului din 2001, majoritatea populației comunei Kudrivka era vorbitoare de ucraineană (98,96%), existând în minoritate și vorbitori de alte limbi.